# Omron
OMRON Corporation (яп. オムロン株式会社 Омурон кабусики гайся) (TYO: 6645) — крупная японская корпорация, производитель электроники и один из мировых лидеров в производстве средств автоматизации. С 1948 года — акционерное общество. Осуществляет деятельность в 36 странах мира по разработке изделий и услуг для заказчиков в различных областях.

## История
OMRON была учреждена Кадзумой Татэиси (яп. 立石一真 Татэиси Кадзума) в 1933 году, а в 1948-м была реорганизована в акционерное общество. В основном OMRON известна своим медицинским оборудованием, таким, как электронные термометры, ингаляторы (небулайзеры) и сфигмоманометры (аппараты для измерения артериального давления). Однако, помимо этого OMRON разработала первый в Японии электронный аппарат по проверке билетов и стала одним из первых производителей банкоматов, считывающих магнитную полосу у банковских карт.
Корпорация OMRON известна также разработкой программно-аппаратного комплекса защиты банкнот от копирования, см. кольца Омрона. Геймерам Omron известен переключателями для клавиатур и мышей высшего качества; иногда даже считается, что в основных кнопках хорошей мыши должен стоять именно Omron.

## Структура компании
Компания разделена по сферам деятельности на 5 частей:
- Промышленная автоматизация
- Производство электронных компонентов
- Автомобильная электроника
- Социальные системы
- Здравоохранение

Географически бизнес компании разделен на 5 регионов:
- Киото — Япония.
- Сингапур — Азиатско-Тихоокеанский регион.
- Гонконг — Китай.
- Амстердам — Европа (собственные проектные и производственные подразделения предоставляют техническую поддержку заказчикам из ЕС).
- Чикаго — США.

## Направления деятельности

### Промышленная автоматизация
Omron является одним из крупнейших производителей и поставщиков аппаратных и программных комплексов для автоматизации технологических процессов. В том числе производит несколько серий программируемых логических контроллеров — от простых интеллектуальных реле до полнофункциональных резервированных систем, что позволяет конкурировать на рынке ПЛК с другими крупнейшими мировыми компаниями в этой сфере — Rockwell Automation и Siemens.

### Медицина
К медицинской проблематике компания Omron обратилась в 1961 году. Для того, чтобы максимально эффективно действовать на рынке медицинской техники, Omron выделила данное направление бизнеса в отдельное подразделение, получивший название Omron Healthcare.
В 1974 году компания разработала свой первый цифровой сфигмоманометр.
28 августа 2009 года компания Omron Healthcare Co., Ltd. объявила о важной коммерческой вехе в истории продаж приборов для измерения артериального давления: 100 миллионов тонометров Omron продано во всем мире.

## Omron в России
В России продукция компании появилась в начале 1990-х годов. Вслед за электронными компонентами Omron начала поставлять в Россию современную медицинскую технику — в первую очередь, автоматические приборы для измерения артериального давления. 